# 那历村站
那历村站是南宁轨道交通4号线的地铁车站，位于中华人民共和国广西壮族自治区南宁市江南區洪历路与那历路交叉口地下。
本站于2020年11月23日随4号线开通而投入使用，设有4个出入口和1个岛式站台。

## 设施

### 结构
本站设有2层，地面为出入口，地下一层为站厅，地下二层为4号线月台。
| 地面     | 出入口                    | 出入口                    |
| 地下一层 | 大堂                      | 客服中心、商店、自助服務  |
| 地下二层 |                           | █ 4号线列車往洪运路站方向 |
| 地下二层 | 島式月台                  |                           |
| 地下二层 | █ 4号线列車往楞塘村站方向 |                           |

### 出入口
本站形似狹長的方形，設有4個出入口。
| 出口編號            | 建議前往的目的地                                                                        |
| ------------------- | --------------------------------------------------------------------------------------- |
| A出入口             | 洪历路 那历路 龙锦路 南城物流中心 现代光电科技工业园                                    |
| B出入口             | 那历路 洪历路 国凯大道 广西壮族自治区消防产品质量监督检验站 华润广西医药有限公司        |
| C出入口             | 那洪大道 那历路 留村路 威宁首府                                                         |
| D出入口             | 那历路 那洪大道 槎路留村路 华联购物广场 那历村三组 那历村二组 那历村一组 那历村民委员会 |
| 注： 設有无障碍电梯 |                                                                                         |